# Radatice
Radatice este o comună slovacă, aflată în districtul Prešov din regiunea Prešov, pe malul râului Svinka⁠(d). Localitatea se află la altitudinea de 284 m deasupra n.m., se întinde pe o suprafață de 19,14 km2 și în 2017 număra 798 de locuitori. Se învecinează cu comuna Janov.

## Demografie
| An:                | 1994 | 2004   | 2014   | 2024   |
| ------------------ | ---- | ------ | ------ | ------ |
| Număr de persoane: | 785  | 742    | 783    | 784    |
| Diferență:         |      | −5,47% | +5,52% | +0,12% |

| An:                | 2023 | 2024   |
| ------------------ | ---- | ------ |
| Număr de persoane: | 781  | 784    |
| Diferență:         |      | +0,38% |